# الخط الزمني لحرب غزة (16 مايو 2025 – حتى الآن)

## مايو

### 16 مايو
- وقال مسؤولون صحيون في غزة إن أكثر من 100 شخص بينهم نساء وأطفال قتلوا في الهجمات الإسرائيلية على غزة.
- وذكرت وسائل إعلام فلسطينية أن المستوطنين الإسرائيليين أشعلوا النيران في نحو 15 مركبة يملكها فلسطينيون في محيط مستوطنة أرييل.
- وقال الجيش الإسرائيلي إنه نفذ غارات جوية على أكثر من 150 هدفا للمسلحين بما في ذلك مواقع إطلاق صواريخ مضادة للدبابات وخلايا ومبان تستخدم لشن هجمات على قواته. وقالت أيضًا إنها قتلت عددًا من المسلحين الذين كانوا في موقع مراقبة أثناء العمليات البرية في شمال غزة، ودمرت العديد من فتحات الأنفاق والبنية التحتية الأخرى، وقتلت عددًا من المسلحين أثناء العمليات البرية في رفح، وقتلت مسلحين حاولوا زرع قنبلة في ممر موراج.
- أضرم مستوطنون إسرائيليون النار في منزل في دير استيا.
- وقال الجيش الإسرائيلي إنه نفذ هجمات على ميناء الحديدة وميناء الصليف ردا على هجمات الحوثيين على إسرائيل، ودمر البنية التحتية في الموانئ التي يسيطر عليها الحوثيون والتي تستخدم لنقل الأسلحة. وذكرت وزارة الصحة الخاضعة لسيطرة الحوثيين أن شخصًا واحدًا قُتل وأصيب تسعة آخرون في الغارات الجوية.[1]
- أصدرت القوات الإسرائيلية أوامر إخلاء لسكان غزة للانتقال إلى الجنوب.
- أصيب شرطي إسرائيلي بجروح، اليوم الثلاثاء، في عملية طعن بالبلدة القديمة في القدس. تم إطلاق النار على المهاجم من قبل الشرطة الإسرائيلية.

### 17 مايو
- أعلنت وزارة الصحة في غزة أن 153 شخصاً على الأقل قتلوا في هجمات إسرائيلية في مختلف أنحاء غزة خلال الـ24 ساعة الماضية، مما رفع إجمالي عدد القتلى الفلسطينيين في غزة إلى 53272 شخصاً.
- أعلنت القوات الإسرائيلية أنها بدأت هجومًا كبيرًا على غزة.
- وقال الجيش الإسرائيلي إنه أسقط طائرة بدون طيار أطلقها الحوثيون على ما يبدو.
- وذكرت قناة الجزيرة أن غارة إسرائيلية أصابت سيارة تقل أشخاصاً أثناء إجلائهم من شرق خان يونس، مما أدى إلى مقتل رجل مسن وحفيديه.
- قُتل شخص في غارة لطائرة مسيرة إسرائيلية على سيارة في قضاء صور. وقالت القوات الإسرائيلية إنها قتلت قائداً في حزب الله كان مشاركاً في استعادة قدرات حزب الله في منطقة قلعة بوفورت.
- وقال رجال الإنقاذ في غزة إن غارة إسرائيلية أصابت خيمة غرب خان يونس، مما أدى إلى مقتل شخص وإصابة خمسة آخرين من بينهم فتاة وامرأة شابة وامرأة حامل.
- وذكرت قناة الجزيرة أن غارة إسرائيلية أصابت منزلاً في جباليا، مما أدى إلى مقتل أربعة أطفال.
- زعم الجيش الإسرائيلي أنه دمر نفقا "استراتيجيا" لحماس يبلغ طوله 2 كيلومتر أثناء عملياته في شمال غزة.
- وذكرت قناة الجزيرة أن نيران قوات الاحتلال الإسرائيلي أصابت رجلاً فلسطينياً مسناً بالقرب من مدخل مخيم جنين للاجئين، مما أدى إلى إصابته.
- وذكرت قناة الجزيرة أن غارة إسرائيلية ضربت دير البلح، مما أدى إلى مقتل تسعة أفراد من عائلة واحدة بينهم ثلاثة أطفال.
- قُتل فلسطيني مشتبه به في إلقاء الحجارة على سائقي السيارات الإسرائيليين على يد القوات الإسرائيلية في محيط برقة.

### 18 مايو
- ذكرت وزارة الصحة في غزة أن 67 شخصا على الأقل قتلوا في الهجمات الإسرائيلية في جميع أنحاء غزة خلال 24 ساعة الماضية، مما زاد عدد القتلى الفلسطينيين في غزة إلى 53339.
- أعلن الجيش الإسرائيلي إسقاط صاروخ باليستي أطلقته الحوثيون نحو إسرائيل أعلنت وسائل الإعلام الإسرائيلية القناة 12 نقلاً عن الجيش الإسرائيلي، أن محاولة إطلاق صاروخية أخرى فشلت من اليمن. وقال الحوثيون إنهم أطلقا صاروخاً فوق الصوت في فلسطين 2 وصاروخا زلفيقر نحو مطار بن غوريون.
- قتل ما لا يقل عن 151 فلسطينيًا، بما في ذلك الأطفال، في الضربات الإسرائيلية في غزة.
- ذكرت الجزيرة أن خمسة صحفيين فلسطينيين على الأقل كانوا ضمن الذين قتلوا في الضربات الإسرائيلية في الأيام الأخيرة.
- ذكرت وسائل الإعلام في غزة أن محاضراً كان أخاً لزعيم حماس السابق يحيى سينوار ورئيس حماس في قطاع غزة محمد سينوار أصيب بجروح خطيرة في غارة جوية أصابت خيمة في نسييرات مع أطفاله الثلاثة.
- أعلنت وكالة أنباء الإسرائيلية أن طائرة بدون طيار إسرائيلية اصطدمت بسيارة بالقرب من نقطة تفتيش جيش لبنانية في بيت ياحون مما أصيب شخصين بينهم جندي لبناني.
- أعلنت وزارة الصحة في غزة أن جميع المستشفيات العامة في شمال غزة خرجت من الخدمة.
- أعلن الجيش الإسرائيلي أنه بدأ هجومًا أرضيًا "واسع النطاق" في غزة. وقالت أن سلاح الجو الدولي شن ضربات على 670 هدف من حماس في الأسبوع الماضي بما في ذلك مستودعات الأسلحة وخلايا المتشددين والأنفاق ومواقع إطلاق الدبابات المضادة، وقتل عشرات المتشددين، دمرت البنية التحتية المتشددة، واحتفظت بمناطق "استراتيجية" في غزة، باستخدام خمسة أقسام.
- وقالت الجيش الإسرائيلي إنها أسقطت صاروخاً واحدًا أطلقت منه من وسط غزة نحو كيسوفيم بينما ضرب صاروخ آخر منطقة مفتوحة. كتائب القاسم قالت أنها أطلقت الصواريخ حذر من بعد السكان من الإخلاء من ضاحية القرارا من خان يونيس وجنوب دير البلاح.
- ذكرت الجزيرة أن المستوطنين هاجموا الفلسطينيين في منطقة رابية، شرق بيت لحم.
- أعلن رئيس الوزراء الإسرائيلي بنيامين نتنياهو أن "كمية أساسية" من الغذاء ستسمح بدخول غزة بعد حجب المساعدات لأكثر من شهرين.
- ضرب هجوم إسرائيلي خيمة على شارع البركة في دير البلاح، مما أسفر عن مقتل امرأة فلسطينية.[2]

### 19 مايو
- أعلنت وزارة الصحة في غزة أن 136 شخصا على الأقل قتلوا في هجمات إسرائيلية في جميع أنحاء غزة خلال 24 ساعة الماضية، مما زاد عدد القتلى الفلسطينيين في غزة إلى 53،486.
- قتل 126 فلسطينيًا على الأقل بينهم مدنيون في الضربات الإسرائيلية على غزة.
- أفادت وافا أن فتى فلسطيني تعرض لضرب وخطر اعتقال من قبل القوات الإسرائيلية في بيت عمار.
- قُتل قائد لواء النصر صلاح الدين في اشتباك مع القوات الخاصة الإسرائيلية في خان يونيس. كما احتجزت القوات الإسرائيلية زوجته وطفله.
- قال الجيش الإسرائيلي إن طائرات حربية إسرائيلية ضربت أكثر من 160 هدفا في غزة في اليوم الأخير بما في ذلك خلايا متشددة ومواقع إطلاق صواريخ مضادة للدبابات والأنفاق ومخزن للأسلحة والمباني التي تستخدمها الجماعات المتشددة والهياكل المفخخة والمركز القيادي.
- أصدرت الجيش الإسرائيلي أوامر إخلاء الفلسطينيين في خان يونس وباني سهيلة عبسان الكبيرة للانتقال إلى المواسي قبل أن يطلق "هجومًا غير مسبوق". كما أعلنت أن خان يونس بأكملها منطقة قتالية.
- قال الجيش الإسرائيلي إنه دمر نفقا استخدمه حماس للهجوم الذي قتل جنديان في 3 مايو في رفح.
- ضربت غارة إسرائيلية مدرسة تعتني بالنازحين في مخيم النصيرات مما أسفر عن مقتل سبعة فلسطينيين على الأقل، بينهم امرأة وبنت صغيرة، وجرح 18 آخرين، من بينهم أطفال. ادعى الجيش الإسرائيلي أنه استهدف متشددين من حماس في مركز قيادة في المدرسة.
- ادعت كتائب القسام أن عدة جنود إسرائيليين قتلوا وجرحوا في كمين في أترا، بيت لاهيا.
- تم اعتقال فلسطيني في سن 16 عاما بعد اشتباكات بين السكان والقوات الإسرائيلية في  (ساعر).
- قتل ثلاثة موظفين من أونروا في غزة.
- شخص واحد قتل في هجوم إسرائيلي بدون طيار في الحولة. قام الجيش الإسرائيلي بقتل أحد متشددين قوات (ريدوان) أصيب ثلاثة أشخاص في حادثين آخرين بالقرب من الحدود اللبنانية.
- أعلنت الجيش الإسرائيلي أن جندي من كتيبة هندسة القتال 601 قتل أثناء القتال في شمال غزة، مما زاد عدد القتلى في غزة إلى 416. وجدت تحقيقات الجيش الإسرائيلي أنه قتل بعد أن أصيب بإطلاق نار صداقي.
- أعلن الحوثيون عن "حصار بحري" ضد ميناء حيفا.

### 20 مايو
- أعلنت وزارة الصحة في غزة أن 87 شخصاً على الأقل قتلوا في هجمات إسرائيلية في مختلف أنحاء غزة خلال الـ24 ساعة الماضية، مما رفع إجمالي عدد القتلى الفلسطينيين في غزة إلى 53,573.
- وذكرت قناة الجزيرة أن غارة إسرائيلية أصابت منزلاً في دير البلح، مما أسفر عن مقتل 12 شخصاً واختفاء عدد آخر.
- وذكرت قناة الجزيرة أن غارة إسرائيلية أصابت محطة وقود في مخيم النصيرات للاجئين، مما أدى إلى مقتل 15 شخصا بينهم أطفال.
- أصابت الغارات الإسرائيلية منزلاً ومدرسة تستخدم كملجأ في شمال غزة، مما أسفر عن مقتل 22 شخصاً على الأقل من بينهم أطفال ونساء.
- وذكرت قناة الجزيرة أن الغارات الإسرائيلية أصابت مخيم خان يونس للاجئين، مما أسفر عن مقتل خمسة أشخاص بينهم ثلاثة أطفال.
- وذكرت قناة الجزيرة أن عشرة أشخاص بينهم فتى يبلغ من العمر 17 عامًا اعتقلتهم القوات الإسرائيلية خلال مداهمة في الضفة الغربية.
- وذكرت الوكالة الوطنية للإعلام أن غارة جوية إسرائيلية على دراجة نارية في محيط بلدة مجدل زون أدت إلى مقتل شخص وإصابة خمسة آخرين.
- وقال الجيش الإسرائيلي إنه ضرب أكثر من 100 هدف للفصائل المسلحة، بما في ذلك نفق ومستودع أسلحة ومسلحين ومبان تستخدمها الجماعات المسلحة بما في ذلك مبنى تستخدمه حركة الجهاد الإسلامي لتخزين الأسلحة ومواقع مراقبة. كما أعلن الجيش الإسرائيلي وجهاز الأمن العام الإسرائيلي (الشاباك) أنهما قتلا قائد القوات الجوية لحماس في شمال غزة في غارة جوية قبل ثلاثة أيام.
- وذكرت وفا أن العشرات، بينهم صحفيون، أصيبوا بحالات اختناق خلال اقتحام قوات الاحتلال الإسرائيلي مخيم عسكر القديم للاجئين، شرق نابلس.
- وأفادت الوكالة الوطنية للإعلام أن إطلاق نار من طائرة مسيرة إسرائيلية أصاب صيادين في رأس الناقورة.
- وكان من بين القتلى في غارة إسرائيلية على جنوب غزة راكب دراجات فلسطيني.
- أقر البرلمان المجري مشروع قانون للخروج من المحكمة الجنائية الدولية ردًا على إصدارها مذكرات اعتقال بحق رئيس الوزراء الإسرائيلي بنيامين نتنياهو ووزير الدفاع السابق يوآف غالانت بتهمة ارتكاب جرائم حرب مزعومة في غزة.
- وقالت قوات الاحتلال الإسرائيلية إنها قتلت قائد قوات حزب الله في المنصوري في غارة بطائرة بدون طيار.
- أصابت مجموعة من المستوطنين الإسرائيليين ثلاثة أشخاص بجروح خطيرة في بيتللو.
- وقد تسببت سوء التغذية ونقص الأدوية في وفاة ما لا يقل عن 326 شخصاً في غزة منذ أن فرضت إسرائيل الحصار الكامل على القطاع في الثاني من مارس/آذار.

### 21 مايو
- أعلنت وزارة الصحة في غزة أن 82 شخصا على الأقل قتلوا في هجمات إسرائيلية في جميع أنحاء غزة خلال 24 ساعة الماضية، مما زاد عدد القتلى الفلسطينيين في غزة إلى 53655.
- تم تضمين أربعة عشر من أفراد عائلة واحدة بما في ذلك ثمانية أطفال بين الذين قتلوا في غارات إسرائيلية في خان يونيس.[3]
- ذكرت وكالة "إيه بي" أن طفل يبلغ من العمر أسبوع واحد كان ضمن القتلى في غارة إسرائيلية في وسط غزة.
- أعلنت الجيش الإسرائيلي أن جنديًا من الـ 51 في الكتيبة 82 من الرفعة السابعة قتل في حين جرح آخر أثناء القتال في جنوب غزة بعد انهيار مبنى كان فيه وحدةهم تعمل، مما أدى إلى تفجير، مما زاد عدد القتلى في غزة إلى 417.
- دمرت الجيش الإسرائيلي منزل متشدد في خليل قتل جندي إسرائيلي في نقطة تفتيش في منطقة القدس في عام 2023 للمرة الثانية بعد إعادة بناؤه بعد الهدم الأول.
- أعلنت المملكة المتحدة عن فرض عقوبات على المستوطنة الإسرائيلية المتطرفة اليمينية (دانييلا وايس) التي وصفوها بـ"المرأة المقدسة" لحركات المستوطنين الإسرائيليين.
- أعلنت وسائل الإعلام اللبنانية أن طائرة إسرائيلية بدون طيار صدمت سيارة في عين بعال. قال الجيش الإسرائيلي إنه قتل "مهندسًا ذو خبرة" في قسم أبحاث وتطوير الأسلحة في حزب الله.
- تم احتجاز عشرين فلسطينياً بينهم ثلاث نساء من قبل القوات الإسرائيلية من الضفة الغربية.
- أطلقت القوات الإسرائيلية النار على وفد دبلوماسي من الدول الأجنبية زيارة مخيم جينين للاجئين. أعلنت الجيش الإسرائيلي أنها أطلقت رصاصات تحذير بعد أن انحرفت عن الطريق المتفق عليه. بعد ذلك اعتذر.
- أعلنت وكالة "ننا" أن طائرة إسرائيلية بدون طيار ضربت ياطر وقتلت شخصًا واحدًا. قال الجيش الإسرائيلي أنه قتل قائدًا لقوة الرضوان بحزب الله.
- وقال الجيش الإسرائيلي إن سلاح الجو ضرب أكثر من 115 هدفا في غزة في اليوم الأخير بما في ذلك ضربة بدون طيار في شمال غزة قتلت من قوة النخبة المتشددة في كتيبة جباليا الشرقية التي شاركت في هجمات 7 أكتوبر، وأطلق الصواريخ، والمباني التي تستخدمها الجماعات المتشددة، والمنافقات، والبنية التحتية الأخرى، والخلايا المتشددة. وأضاف أن البحرية الإسرائيلية أجرت أيضا قصف في شمال غزة لمساعدة القوات البرية العاملة في المنطقة.
- وقالت الجيش الإسرائيلي إنها اعتقلت فلسطينيا يشتبه في توجيه إطلاق النار على الفندوق عام 2025 من غرب جينين.
- وقالت الجيش الإسرائيلي أن الدفاع الجوي أسقط صاروخاً أطلقت منه من شمال غزة نحو عسقلان. وأعلنت سرايا القدس مسؤوليتها وأصدر الجيش الإسرائيلي في وقت لاحق أوامر إخلاء لأسكان أكثر من 12 منطقة في شمال غزة للتحرك جنوبًا.[4][5]
- أعلنت وكالة الأنباء الوطنية اللبنانية أن ضربة إسرائيلية ضربت عيترون أدت لاستشهاد لبناني.[6] وذكرت أن العديد من الآخرين أصيبوا. زعم الجيش الإسرائيلي أنه قتل أحد عناصر حزب الله.[7]
- أعلن الجيش الإسرائيلي أنه قتل مسلحًا نفذ هجومًا بإطلاق النار في بروخين مما أسفر عن مقتل امرأة إسرائيلية حامل وإصابة زوجها في 14 مايو.[8][9]
- وقال الجيش الإسرائيلي أن ثلاثة صواريخ أطلقت من شمال غزة نحو إسرائيل، وجميعها فشلت في غزة.[10][11]
- وقالت الجيش الإسرائيلي إنها استيقفت صاروخًا أطلقت عليه إسرائيل من اليمن.
- تم جمع ما يقرب من 90 شاحنة من المساعدات من قبل الأمم المتحدة ونشرت إلى غزة بعد أكثر من شهرين من الحصار الإسرائيلي الكلي.

### 22 مايو
- أعلنت وزارة الصحة في غزة أن 107 شخصا على الأقل قتلوا في الهجمات الإسرائيلية في جميع أنحاء غزة خلال 24 ساعة الماضية، مما زاد عدد القتلى الفلسطينيين في غزة إلى 53،762.
- حاصرت قوات إسرائيل مستشفيتين في شمال غزة، وفقاً لموظفي المستشفى.
- ضرب ضربة إسرائيلية مستودع يمنح المهجرين الفلسطينيين في دير البلاح، مما أسفر عن مقتل ما لا يقل عن تسعة أشخاص بما في ذلك طفل يبلغ من العمر سبع سنوات.
- ذكرت وسائل الإعلام الفلسطينية أن المستوطنين أحرقوا سيارة في اقربة، نابلس وحاولوا إشعال النار على مسجد في المنطقة. تم رش الرسومات العبرية على جدرانها الخارجية.
- تم إعادة القبض على ثلاثة سجناء فلسطينيين أطلق سراحهم كجزء من اتفاق وقف إطلاق النار في غزة السابق بما في ذلك متشدد في الجيش الإسلامي الذي حكم عليه بالسجن مدى الحياة بسبب تورطته في إطلاق نار قتل فتاة تبلغ من العمر سبع سنوات في عام 2003.
- وقال الجيش الإسرائيلي أنه دمر منزل فلسطيني قتل مدني إسرائيلي خلال عمليات ليلة واحدة في باقة الحطب.
- قال الجيش الإسرائيلي أنه اعترض صاروخا أطلق باتجاه إسرائيل الحوثيون في اليمن.[12]
- قالت وزارة الصحة الفلسطينية أن 29 حالة وفاة مرتبطة بالجوع في غزة تم تسجيلها في غزة في الأيام الأخيرة.[13]
- تم إشعال النار على منزل بالقرب من مدخل برين جنوب شرق الخليل من قبل المستوطنين.
- توفي أسير فلسطيني في السن الثلاثين في سجن إسرائيلي.
- اعتقلت القوات الإسرائيلية مسعفة وأمسكت سيارة إسعاف في نقطة تفتيش شرق رام الله.
- حذر الجيش الإسرائيلي السكان من الابتعاد، ودعاهم إلى طرد "عناصر" حماس التي يزعمون أنها تختبئ في البنية التحتية المدنية، مثل المستشفى ومستأجرات الخيام والبلدية في دير البلح. كما أطلق على ثلاثة متشددين بارزين في حماس يختبئون في تلك المناطق.
- استشهد أخ الزعيم السابق لحماس يحيى سينوار ورئيس حماس في حق الواقع في قطاع غزة محمد السنوار من الإصابات التي تعرض لها في غارة إسرائيلية قبل خمسة أيام.
- قال الجيش الإسرائيلي إنه قام بإيقاف صاروخ آخر أطلقت عليه إسرائيل من اليمن.[14]
- قال الجيش الإسرائيلي إن فرقته 98 قتلت عشرات المتشددين كجزء من هجومها الجديد في غزة ودمرت ما يقرب من 200 بنية تحتية بما في ذلك الأنفاق.
- وقالت الجيش الإسرائيلي إن قائد دبابات من كتيبة 52 من الفرقة المدرعة 401 أصيب بجروح حرجة خلال القتال في شمال غزة، بينما أصيب جندي آخر بجروح طفيفة بعد انفجار قنبلة خلال العمليات في جنوب غزة. قالت إنها قتلت متشددين في شمال غزة رداً على ذلك.
- حذر الجيش الإسرائيلي من الابتعاد عن مبنى في تول، لبنان ووصفها بمرافق حزب الله. أصابت المبنى لاحقاً.
- ذكرت وكالة أنباء الوطنية أن ضربة إسرائيلية ضربت رب تالاتين مما أسفر عن مقتل شخص واحد.[15] وقالت الجيش الإسرائيلي إنها قتلت متشدداً في قوة ريدوان في هجوم بدون طيار.
- أعلنت وكالة أنباء الوطنية أن إطلاق النار الإسرائيلي أصيب راعي في وازاني.
- قال الجيش الإسرائيلي إنه ضرب منشأة حزب الله تستخدم لتخزين الأسلحة في وادي بكةا.
- أبلغت وكالة "إن إن" عن الضربات الإسرائيلية في سويود وتولين وسافانا وجبل ريحان.
- قتل هجوم إسرائيلي ستة من أفراد الشرطة في وزارة الداخلية في غزة الذين كانوا يحرسون المساعدات الإنسانية من الغنائم. وقالت الجيش الإسرائيلي أنها استهدفت متشددين في حماس. ومع ذلك، قالت وسائل الإعلام الحكومية في غزة أنها "فريقات أمنية وحماية المساعدة... التي كانت تقوم بمهمات إنسانية بحتة".
- بدأ السكان في مغادرة ماغهير الدير بعد هجمات المستوطنين الإسرائيليين المتكررة.
- ذكرت وسائل الإعلام اللبنانية أن الهجمات الإسرائيلية استهدفت وادي العزية دير إنتار. قصف إسرائيلي ضرب أيضاً منزلين متحركين في شاما.
- أشعل عشرات المستوطنين الإسرائيليين النار على ما يقرب من خمس منازل وخمس مركبات مملوكة للسكان وأصيب ثمانية أشخاص في بروكين.
- قال مسؤولون في المستشفى الفلسطينيون أن الدبابات والطائرات بدون طيار الإسرائيلية ضربت مستشفى العودة. قال الجيش الإسرائيلي إنه يعمل بجوار المستشفى.

### 23 مايو
- أعلنت وزارة الصحة في غزة أن 60 شخصاً على الأقل قتلوا في هجمات إسرائيلية في مختلف أنحاء غزة خلال الـ24 ساعة الماضية، مما رفع إجمالي عدد القتلى الفلسطينيين في غزة إلى 53822.
- وقال جيش الاحتلال الإسرائيلي إن دفاعاته الجوية أسقطت صاروخا أطلقه الحوثيون باتجاه إسرائيل.
- أطلق مسلحون فلسطينيون النار على القوات الإسرائيلية في نابلس.
- قامت شرطة الحدود الإسرائيلية بتفكيك 27 عبوة ناسفة كانت تستهدف أفراد الأمن، واعتقلت 20 مشتبهاً بهم، وصادرت أسلحة وكميات كبيرة من الذخيرة في الضفة الغربية.
- وذكرت قناة الجزيرة أن غارة إسرائيلية أصابت منزلاً في جباليا، مما أدى إلى مقتل ثلاثة أشخاص بينهم طفلان.
- وذكرت قناة الجزيرة أن ما لا يقل عن 50 شخصا من بينهم طفل رضيع قتلوا أو حوصروا تحت الأنقاض بعد أن ضربت غارة إسرائيلية مبنى سكنيا من أربعة طوابق في منطقة جباليا البلد شمال غزة.
- وذكرت قناة الجزيرة أن غارة إسرائيلية أصابت منزلاً في قرية قيزان النجار، مما أدى إلى مقتل ثمانية أشخاص بينهم سبعة أطفال.
- وقال جيش الاحتلال الإسرائيلي إن سلاح الجو الإسرائيلي قصف أكثر من 75 هدفا في غزة خلال اليوم الأخير بما في ذلك مسلحين ومنصات إطلاق صواريخ ومبان تستخدمها الجماعات المسلحة ومستودعات أسلحة وغيرها من البنية التحتية. وقالت أيضًا إن القوات البرية قتلت عددًا من المسلحين في مختلف أنحاء غزة ودمرت مواقع أخرى لحماس.
- وقالت قوات الاحتلال الإسرائيلية إنها استهدفت شركة صرافة تعمل على تمويل حماس والجهاد الإسلامي في غارات جوية ليلية في مدينة غزة.
- وقالت قوات الدفاع الجوي الإسرائيلية إن الدفاعات الجوية أسقطت صاروخا أطلق باتجاه إسرائيل من غزة.
- وقالت قوات الاحتلال الإسرائيلية إنها ضربت 15 هدفا لحزب الله في لبنان خلال الليل.
- وذكرت وكالة وفا أن قوات الاحتلال اقتحمت مجلس عزاء في الخليل.
- وذكرت وكالة اسوشيتد برس أن غارة إسرائيلية أصابت منزلاً في خان يونس، مما أسفر عن مقتل تسعة أطفال وإصابة اثنين آخرين بجروح خطيرة بما في ذلك طفل، واحتجاز طفلين تحت الأنقاض.

### 24 مايو
- أعلنت وزارة الصحة في غزة أن 79 جثة على الأقل من الأشخاص الذين قتلوا في الهجمات الإسرائيلية وصلت إلى المستشفيات في جميع أنحاء غزة خلال 24 ساعة الماضية، مما زاد عدد القتلى الفلسطينيين في غزة إلى 53901.
- ذكرت الجزيرة أن الضربات الإسرائيلية ضربت منزلًا في مجال مسجد القسام في نسييرات مما أسفر عن مقتل فلسطيني واحد وإصابة خمسة آخرين بما في ذلك طفل يبلغ شهر واحد.
- ذكرت الجزيرة أن ضربة إسرائيلية ضربت شقة سكنية في جنوب غزة، مما أسفر عن مقتل أربعة أشخاص بينهم امرأة وأطفالها.
- قال الجيش الإسرائيلي أنه أطلق النار على فلسطيني حاول طعنه الجنود في نقطة تفتيش في خليل وأصيبهم.
- ذكرت الجزيرة أن ضربة إسرائيلية ضربت محيط مستشفى العودة.[16]
- وقالت الجيش الإسرائيلي إن الجيش الدولي ضرب أكثر من 100 هدفا في غزة في اليوم الأخير بما في ذلك رماية صاروخية استخدمت في هجوم على جنوب إسرائيل.
- أفادت وفا أن أنابيب المياه التي توفر العائلات الفلسطينية أُضررت من قبل المستوطنين الإسرائيليين في شلال العاج شمال يريحو.
- ذكرت الجزيرة أن عدة عمال صحيون وغيرهم كانوا محاصرين داخل مستشفى غزة الأوروبي بسبب إطلاق النار الإسرائيلية المتكررة.
- أفادت وفا أن المستوطنين الإسرائيليين أحرقوا أربعة هكتارات من محاصيل القمح في سيباستيا، نابلس.
- وقال برنامج الغذاء العالمي أن أكثر من 70 ألف طفل في غزة يواجهون سوء التغذية الحاد.
- ضرب هجوم إسرائيلي "منطقة آمنة" إسرائيلية من المواسي، مما أسفر عن مقتل سبعة فلسطينيين وإصابة عشرات آخرين.
- قال الجيش الإسرائيلي أن جميع مشاة الجيش الدائم وفرق مدرعة لها يتم نشرها الآن في غزة.
- مات صبي في عمر أربع سنوات بسبب الجوع في مدينة غزة.
- هاجمت مجموعات من المستوطنين الإسرائيليين موجهير الدير في مجال دير ديبوان مما أدى إلى إصابة خمسة فلسطينيين.[17]
- أدى هجوم مستوطنين إسرائيليين في كيسان، فلسطين إلى إصابة سبعة فلسطينيين.
- أطلقت المستوطنون الإسرائيليون النار على العديد من المنازل والمركبات في بروكين مما أصيب العديد من السكان.
- قتل ضربة إسرائيلية في مجال مستشفى غزة الأوروبي طفلين.
- ضربة إسرائيلية ضربت منزل في خان يونيس، وقتلت اثنين من عمال الحركة الدولية للصليب الأحمر والهلال الأحمر.
- كان أحد المصابين في الغارات الإسرائيلية في غزة أحد ضباط وسائل التواصل الاجتماعي في عمر 11 عامًا.

### 25 مايو
- أعلنت وزارة الصحة في غزة أن 38 جثة على الأقل من الأشخاص الذين قتلوا في الهجمات الإسرائيلية وصلت إلى المستشفيات في جميع أنحاء غزة خلال 24 ساعة الماضية، مما زاد عدد القتلى الفلسطينيين في غزة إلى 53،939.
- ضرب هجوم إسرائيلي "منطقة آمنة" المحددة من قبل إسرائيل في المواسي، مما أسفر عن مقتل شخص واحد وإصابة عدة آخرين.
- ضرب مستوطن إسرائيلي في المنيا جرح سبعة فلسطينيين.[18]
- هاجم المستوطنون الإسرائيليون المركبات التي تنتمي إلى الفلسطينيين في مجال كيدوميم.
- افتتحت بيرو تحقيقا جنائيًا في جندي إسرائيلي متهم بجرائم حرب في غزة.
- اعتقل القوات الإسرائيلية في الخدر اثنين من الأولاد الفلسطينيين البالغين من العمر 16 عاماً.
- ضرب هجوم إسرائيلي منزل في جباليا أن نزلا، مما أسفر عن مقتل سبعة أشخاص بينهم صحفي ذكر.
- وقالت الجيش الإسرائيلي إن جنديًا أصيب بجروح حرجة في معركة مع جندي آخر في شمال غزة. تم تعليق جندي بعد ذلك لضرب جندي آخر كجزء من التحقيق.
- قامت جيش الاحتلال الإسرائيلي بإسقاط صاروخ من اليمن على إسرائيل قال الحوثيون إنهم أطلقوا صاروخًا باليستيًا "مرتفع صوتيًا" في مطار بن غوريون.[19]
- ضرب هجوم إسرائيلي مخيم خيمات في دير البالاه مما أسفر عن مقتل خمسة أفراد من العائلة بما في ذلك طفلين.
- ضرب هجوم إسرائيلي منزل في مخيم نسييرات للاجئين مما أسفر عن مقتل المدير التشغيلي للدفاع المدني في غزة وزوجته.
- قالت كتائب القسام والقدس إنها قامت ببعض الهجمات والهجمات بالقنابل والصواريخ المضادة للدبابات ضد القوات الإسرائيلية في عدة مناطق في جميع أنحاء غزة.
- وقالت الجيش الإسرائيلي إنها قتلت متشدداً من حماس كان يخدم في وحدة قيادة بحرية لها وشارك في هجمات 7 أكتوبر في غارة حديثة أجراها بشكل مشترك من قبل القيادة الجنوبية والجيش الدولي وأمان والبحرية والشين بيت في غزة.
- ضرب هجوم إسرائيلي خيمة في دير البلاح، مما أسفر عن مقتل أم وأطفالها.[20]
- ضربت غارة إسرائيلية جاباليا مما أسفر عن مقتل خمسة أشخاص على الأقل بينهم امرأة وطفلة.
- ضرب ضربة إسرائيلية مدرسة فخمي الجارجاوي التي تعتني بالنازحين في حي داراج في مدينة غزة، مما أسفر عن مقتل 36 شخصا على الأقل وإصابة عشرات منهم من الأطفال والنساء. قال الجيش الإسرائيلي و شين بيت إنهم استهدفوا مجمع حماس و PIJ داخل المدرسة.
- ذكرت الجزيرة أن ضربة إسرائيلية ضربت خيمة في بني سوهيلا مما أسفر عن مقتل طفل وإصابة أربعة أقارب.

### 26 مايو
- أعلنت وزارة الصحة في غزة أن جثث 38 شخصاً على الأقل قتلوا في هجمات إسرائيلية وصلت إلى مستشفيات غزة خلال الـ24 ساعة الماضية، مما يرفع إجمالي عدد القتلى الفلسطينيين في غزة إلى 53977.
- وذكرت الجزيرة أن مستوطنين إسرائيليين تعرضوا للضرب والاختطاف على يد مستوطنين إسرائيليين من منطقة وادي أبو جحيش بمسافر يطا.
- استقال جيك وود، المدير التنفيذي لمؤسسة غزة الإنسانية، من منصبه، قائلاً إن المؤسسة لا تستطيع الالتزام "بالمبادئ الإنسانية المتمثلة في الإنسانية والحياد والنزاهة والاستقلال، والتي لن أتخلى عنها".
- وقالت مؤسسة غزة الإنسانية إنها بدأت بتوزيع المساعدات.[21]
- وأفاد سكان غزة أن جيش الاحتلال الإسرائيلي بدأ عمليات برية وإطلاق نيران المدفعية في دير البلح.
- أصابت غارة إسرائيلية منزلاً في جباليا، مما أدى إلى مقتل 16 شخصًا من بينهم خمس نساء وطفلين.
- وقال جيش الاحتلال الإسرائيلي إن ثلاثة صواريخ أطلقت من غزة على تجمعات إسرائيلية في محيط الحدود، مضيفا أنه أسقط أحدها وسقط اثنان آخران داخل غزة.
- اعتقلت قوات الاحتلال زوجة أحد المطلوبين الفلسطينيين من بلدة دورا بمحافظة الخليل لإجباره على تسليم نفسه.
- قال جيش الاحتلال الإسرائيلي إن سلاح الجو نفذ أكثر من 200 غارة على غزة خلال الـ48 ساعة الماضية. وأضافت أن الأهداف شملت أيضا مسلحين ومستودعات أسلحة ومواقع مضادة للدبابات وقناصة وفتحات أنفاق وبنية تحتية أخرى. وأضافت أن جنودها ضربوا مبنى يستخدمه حماس كمستودع للأسلحة ونقطة مراقبة ومبنى آخر تستخدمه المجموعة، ووجهوا ضربات بطائرات بدون طيار على عدد من المسلحين الذين تم رصدهم في المباني في محيط قواتها في جنوب غزة، وشنوا غارة جوية على مبنى كانت قوة النخبة تعمل فيه في شمال غزة.
- أصدر جيش الاحتلال الإسرائيلي أمراً للفلسطينيين بإخلاء جميع مناطق جنوب غزة باستثناء منطقة المواصي الإنسانية ومستشفى الأمل ومستشفى ناصر للانتقال إلى المواصي.
- وذكرت وسائل إعلام لبنانية أن غارة إسرائيلية وقعت في محيط بلدة بريتال.
- وقالت قوات الاحتلال الإسرائيلية إنها قتلت خلية من المسلحين أطلقت قذائف الهاون تجاهها أثناء عملياتها في شمال غزة.
- وقالت كتائب القسام إنها استهدفت أربعة جنود إسرائيليين بقذائف آر بي جي في شارع المنطار بالشجاعية. وقالت أيضاً إنها استهدفت عدة دبابات ميركافا باستخدام صواريخ الياسين 105 في الشجاعية.
- ودعا جيش الاحتلال الإسرائيلي السكان إلى التعاون في تفكيك حماس من خلال توزيع المنشورات في مخيم الشاطئ للاجئين.
- وذكرت وسائل إعلام لبنانية أن قوات برية إسرائيلية تعمل في محيط ميس الجبل.

### 27 مايو
- أفادت وزارة الصحة في غزة أن ما لا يقل عن 79 شخصا قتلوا في الهجمات الإسرائيلية في جميع أنحاء غزة خلال الـ 24 ساعة الماضية، مما زاد عدد القتلى الفلسطينيين في غزة إلى 54056.
- وذكرت قناة الجزيرة أن غارة إسرائيلية أصابت منطقة الكرامة في مدينة غزة، مما أسفر عن مقتل طفل وإصابة آخرين.
- ذكرت وكالة الأنباء الوطنية أن عمليات التجريف نفذتها القوات الإسرائيلية على المشارف الشرقية ل ميس الجبل.
- وقال الجيش الإسرائيلي إنه أسقط صاروخا أطلقه الحوثيون على إسرائيل.
- ذكرت قناة الجزيرة أن أرضا زراعية أضرمها مستوطنون إسرائيليون في حارس، سلفيت.
- وقال الجيش الإسرائيلي إنه أسقط صاروخا باليستيا آخر أطلق باتجاه إسرائيل من اليمن.
- بدأت القوات الإسرائيلية غارات على محلات الصرافة في الضفة الغربية. وقال الجيش والشرطة الإسرائيلية إنهما شنتا عملية تهدف إلى الاستيلاء على أموال المتشددين واحتجاز أصحاب شركات الصرافة التي تتهمها إسرائيل بتحويل أموال إلى جماعات متشددة. وأصيب أربعة أشخاص برصاص القوات الإسرائيلية وأصيب الغاز المسيل للدموع 15 آخرون في نابلس خلال الغارة.
- وزعمت كتائب القسام أنها ألحقت إصابات بوحدة إسرائيلية مكونة من 10 جنود باستخدام صاروخ مضاد للأفراد في العطاطرة, بيت لاهيا.
- قال الحوثيون إنهم أطلقوا صواريخ باتجاه مطار بن غوريون و" هدف حيوي " شرق تل أبيب.
- ويعمل حاليا موقعان من أصل أربعة مواقع لتوزيع المساعدات في غزة.
- وذكرت وسائل الإعلام الفلسطينية أن السيارات أضرمت فيها النيران وتضررت منازل من قبل عشرات المستوطنين في قريوت.
- الجيش الإسرائيلي قال أنه قتل قوة رضوان متشدد في غارة بطائرة بدون طيار في مجدل زون قبل يوم واحد.
- ذكرت قناة الجزيرة أن صحفيا أصيب في هجوم مستوطن إسرائيلي في المغير، رام الله.
- وفا ذكرت أن غارة إسرائيلية أصابت أسدا، شمال غرب خان يونس، مما أسفر عن مقتل مدنيين وإصابة آخرين.
- وقال الجيش الإسرائيلي إن أحد جنود الاحتياط أصيب بجروح خطيرة بنيران القناصة في شمال غزة. وأعلنت كتائب القسام مسؤوليتها.
- ذكرت وسائل الإعلام اللبنانية أن شخصا واحدا قتل في غارة طائرة بدون طيار إسرائيلية على دراجة نارية في ياطر. وقال الجيش الإسرائيلي إنه قتل قائد قوات حزب الله في ياطر واتهمه بمحاولة استعادة قدرات حزب الله في المنطقة.
- وكان 10 فلسطينيين على الأقل قتل بعد أن فتحت القوات الإسرائيلية النار على حشود من الناس بينما كان يحاول الحصول على المساعدات في رفح من قبل مؤسسة غزة الإنسانية منظمة إنسانية مدعومة من الولايات المتحدة وإسرائيل.[22] ونفى الجيش الإسرائيلي إطلاق النار على الفلسطينيين، قائلا إنه أطلق "طلقات تحذيرية" في منطقة خارجية لفرض السيطرة على الوضع.[23]

### 28 مايو
- أعلنت وزارة الصحة في غزة أن 28 جثة على الأقل لأشخاص قتلوا في هجمات إسرائيلية في مختلف أنحاء غزة خلال الـ24 ساعة الماضية وصلت إلى مستشفيات غزة، مما يرفع إجمالي عدد القتلى الفلسطينيين في غزة إلى 54084.
- وذكرت وكالة فرانس برس أن غارة إسرائيلية أصابت منزلا في قرية الصفطاوي شمال غزة، مما أدى إلى مقتل تسعة أشخاص على الأقل وإصابة صحفي.[24]
- وذكرت وسائل إعلام فلسطينية أن المستوطنين أشعلوا النار في عدة مركبات في قرية رمّون.
- وذكرت قناة المسيرة أن أربع غارات إسرائيلية استهدفت مدرج مطار صنعاء الدولي وطائرة تابعة للخطوط الجوية اليمنية. وقال جيش الاحتلال الإسرائيلي إنه ضرب المطار واستهدف طائرة تستخدم لنقل المسلحين الحوثيين.
- وذكرت وكالة فرانس برس أن غارة إسرائيلية ضربت وسط غزة، مما أسفر عن مقتل ستة أفراد من عائلة واحدة بينهم أطفال وإصابة 15 آخرين.[24]
- وقالت الدفاع المدني في غزة إن غارة إسرائيلية أصابت خان يونس، مما أدى إلى مقتل مدني.
- وقالت قوات الاحتلال الإسرائيلية إنها صادرت أكثر من مليوني دولار واعتقلت أكثر من 30 مشتبهاً بهم في عملية نفذتها قبل يوم واحد في الضفة الغربية ضد محلات صرافة يشتبه في تمويلها لحماس.
- وقال جيش الاحتلال الإسرائيلي إن سلاح الجو الإسرائيلي ضرب عشرات الأهداف في أنحاء غزة خلال الـ48 ساعة الماضية بما في ذلك قاذفة صواريخ تستخدم لإطلاق القذائف باتجاه كيسوفيم وجنودها العاملين في غزة، ومسلحين، ومباني تستخدمها الجماعات المسلحة، ومواقع إطلاق صواريخ مضادة للدبابات، ومستودعات أسلحة، وغيرها من البنية التحتية. وقالت أيضًا إنها قتلت عددًا من المسلحين الذين كانوا يخططون لشن هجوم بالقناصة والصواريخ المضادة للدبابات على قواتها في جنوب غزة.
- وقالت مؤسسة غزة الإنسانية إنها افتتحت مركزها الثاني لتوزيع المساعدات في رفح.
- وقال رئيس الوزراء الإسرائيلي بنيامين نتنياهو إن زعيم حماس في قطاع غزة محمد السنوار قُتل.
- قالت قوات الاحتلال الإسرائيلية إنها قتلت فلسطينياً يشتبه في قيامه بمهاجمة جنود باستخدام "أداة حادة" في قرية جيت في قلقيلية.
- أصابت غارة إسرائيلية سيارة في شارع النفق بمدينة غزة، مما أدى إلى مقتل عدة أشخاص من بينهم صحفي.[25]
- وذكرت قناة الجزيرة أن غارة إسرائيلية ضربت حي الشجاعية، مما أدى إلى مقتل فتى مراهق.
- وذكرت وكالة أسوشيتد برس أن أربعة فلسطينيين لقوا حتفهم أثناء اقتحام مستودع تابع لبرنامج الغذاء العالمي للحصول على الغذاء.

### 29 مايو
- أعلنت وزارة الصحة في غزة أن 67 جثة على الأقل من الأشخاص الذين قتلوا في الهجمات الإسرائيلية في جميع أنحاء غزة خلال الـ 24 ساعة الماضية وصلت إلى مستشفيات غزة، مما زاد عدد القتلى الفلسطينيين في غزة إلى 54،249.
- وقالت الجيش الإسرائيلي إنه هدم منزل متشدد في الضفة الغربية قام بتفجير شارع ليه.
- ضربة إسرائيلية في مخيم بوريج للاجئين أسفرت عن مقتل 23 شخصا على الأقل، وأصيب آخرون، ونقلب عدد من الأشخاص. اتهمت القوات الإسرائيلية من قبل المستشفى المحلي باستخدام أسلحة محظورة دوليا في الهجوم.
- ذكرت الجزيرة أن الأراضي الزراعية تمت تدميرها من قبل المستوطنين شرق ياتا، خليل.
- ذكرت الجزيرة أن ضربة طائرة إسرائيلية بدون طيار في ضواحي نباتييه الفوقة قتلت شخصًا واحدًا. قال الجيش الإسرائيلي إنه ضرب مسلح حزب الله في منطقة قلعة بوفورت في لبنان واتهمته بمحاولة استعادة بنية تحتية كبيرة لحزب الله في المنطقة التي ضربت عدة مرات في الأسابيع الأخيرة. لكن، قال مسؤول لبناني أن عاملًا بلديًا قتل في الهجوم.
- قالت وزارة الصحة في غزة إن القوات الإسرائيلية أطلقت على إخلاء مستشفى العودة في جباليا.
- قال الجيش الإسرائيلي إنه دمّر نفقاً للهجوم لحماس مع عدة خروج، بعضها تمّ إلقاءها تحت حكم فخ وتقتل خلية متشددة خرجت من أحد الشوافذ خلال عملياتها في جنوب غزة.
- وقالت الجيش الإسرائيلي إن الجيش الدولي ضرب عشرات الأهداف في اليوم الأخير بما في ذلك الخلايا المتشددة والمباني التي تستخدمها الجماعات المتشددة ومواقع المراقبة والقناصة والأنفاق وغيرها من البنية التحتية. كما قالت إن قواتها البرية قتلت العديد من المتشددين وتدمرت الأسلحة وغيرها من البنية التحتية المتشددة، بما في ذلك الأنفاق.
- مات طفل امرأة إسرائيلية حامل في إطلاق نار من قبل مسلح فلسطيني في الضفة الغربية بعد أسبوعين من الولادة الطارئة.
- حذر الجيش الفلسطيني في نسييرات من الابتعاد عن عدة مواقع، قائلاً إن ستة متشددين بارزين في حماس يختبئون هناك ويستغلون البنية التحتية المدنية للقتال.[26]
- قالت وزارة الداخلية في غزة إن غارة إسرائيلية ضربت صارعة في وسط مدينة غزة، مما أسفر عن مقتل تسعة شرطيين.
- قال الجيش الإسرائيلي إن مقاول مدني من وزارة الدفاع قتل خلال العمليات في منطقة جاباليا بعد أن تم استخدام جهاز متفجري على ما يبدو وضعه المتشددون.
- قالت مؤسسة غزة الإنسانية إنها فتحت موقعًا ثالثًا لتوزيع المساعدات في غزة.
- أعلنت وكالة أنباء الوطنية أن سلسلة من الضربات الجوية الإسرائيلية استهدفت المناطق المجاورة بيت ليف ورامية والبيساريا ووادي الصفا وساريا. وقالت الجيش الإسرائيلي إنه ضرب البنية التحتية لحزب الله في لبنان.
- قال الجيش الإسرائيلي إن الدفاعات الجوية أسقطت صاروخاً باليستياً أطلقته الحوثيون نحو إسرائيل، الذين قالوا إنهم استهدفوا مطار بن غوريون.
- وقالت الجيش الإسرائيلي إن ثلاثة جنود أصيبوا طفيفًا بإطلاق نار من قنابل ريفية أثناء عملهم في مبنى في جنوب غزة. كما قالت إنها قتلت متشددين وراء الهجوم.
- أعلنت وسائل الإعلام اللبنانية عن هجوم إسرائيلي في مجال بنفول.
- حذر الجيش الفلسطينيين من إخلاء الأططار والجبالية وشجايا، وربع داراج، وربيع زيتون نحو الغرب، قائلاً إنه سيشيد نشاطه الهجومي في المناطق لتفكيك قدرات المنظمات المتشددة.
- ذكرت الجزيرة أن طفل في سن 17 عاماً كان من بين الجرحى خلال غارة إسرائيلية في  (إيدنا).
- وقالت الجيش الإسرائيلي إن جندي من الكتيبة السنوية السابعة والسبعة والسبعين من الكتيبة المدرعة الثمانية والثمانية أصيب بجروح خطيرة في جنوب غزة قبل يوم بسبب سوء إطلاق نار حادثي.
- ذكرت وسائل الإعلام العربية أن شخصاً ثانيًا قتل في هجوم إسرائيلي في جنوب لبنان.

### 30 مايو
- أعلنت وزارة الصحة في غزة أن 72 شخصاً على الأقل قتلوا في هجمات إسرائيلية في مختلف أنحاء غزة خلال الـ24 ساعة الماضية، مما رفع إجمالي عدد القتلى الفلسطينيين في غزة إلى 54321.
- وذكرت قناة الجزيرة أن غارة إسرائيلية أصابت منزلاً في جباليا، مما أدى إلى مقتل 10 أشخاص على الأقل.
- وذكرت قناة الجزيرة أن غارة إسرائيلية أصابت منزلاً في منطقة جباليا البلد شمال غزة، مما أدى إلى مقتل امرأة وإصابة عدد آخر.
- وذكرت قناة الجزيرة أن امرأة حامل أصيبت بجروح طفيفة في هجوم للمستوطنين في مسافر يطا.
- نشرت كتائب القسام مقطع فيديو يظهر مجموعة من الرجال الملثمين والمسلحين يتعرضون لهجوم بالمتفجرات في رفح، وقالت إنهم يعملون متخفين لصالح القوات الإسرائيلية.
- وقالت قوات الاحتلال الإسرائيلية إنها قصفت موقعاً يستخدمه حزب الله لتخزين الأسلحة في وادي البقاع، واتهمت المجموعة بمحاولة ترميم الموقع.
- وقالت قوات الاحتلال الإسرائيلية إنها دمرت نفقاً لحماس يبلغ طوله كيلومتراً واحداً خلال العمليات الأخيرة في خان يونس وقتلت عدداً من المسلحين في داخله.
- وقالت قوات الاحتلال الإسرائيلية إنها اعتقلت 80 "مطلوباً" وصادرت عدة أسلحة وسبعة ملايين شيكل من أموال النشطاء.
- وقالت كتائب القسام وسرايا القدس إنهما أطلقتا قنبلة يدوية مضادة للأفراد باتجاه مبنى يضم قوات إسرائيلية في منطقة جنوب شرق خان يونس.
- وذكرت قناة الجزيرة أن المستوطنين الإسرائيليين أشعلوا النار في أشجار الزيتون في سنجل.
- وقالت قوات الاحتلال الإسرائيلية إن سلاح الجو الإسرائيلي ضرب عشرات الأهداف في غزة في اليوم الأخير بما في ذلك المسلحين والمباني التي تستخدمها الجماعات المسلحة ومواقع المراقبة والقناصة والأنفاق والبنية التحتية المسلحة الأخرى.
- وقالت قوات الاحتلال الإسرائيلية إنها صادرت ودمرت أكثر من 80 قطعة سلاح وعبوة ناسفة تم العثور عليها أثناء العمليات في غزة في الأسابيع الأخيرة.

### 31 مايو
- أعلنت وزارة الصحة في غزة أن ما لا يقل عن 60 جثة لأشخاص قتلوا في الهجمات الإسرائيلية وصلت إلى المستشفيات في مختلف أنحاء غزة خلال الـ24 ساعة الماضية، مما رفع إجمالي عدد القتلى الفلسطينيين في غزة إلى 54381.
- اعتقلت قوات الاحتلال امرأة من عنبتا.
- أفادت وكالة الأنباء الوطنية اللبنانية أن هجومًا إسرائيليًا بطائرة مسيرة على سيارة في دير الزهراني أسفر عن مقتل رجل. وأعلن جيش الاحتلال الإسرائيلي أنه قتل قائدًا صاروخيًا لحزب الله في منطقة قلعة الشقيف، واتهمه بمحاولة ترميم البنية التحتية لحزب الله.
- أعادت القوات الإسرائيلية اعتقال اثنين من السجناء الذين تم إطلاق سراحهم كجزء من وقف إطلاق النار في حرب غزة عام 2025 في إذنا.
- أصابت غارة إسرائيلية خيمة في مخيم الشاطئ للاجئين، مما أدى إلى مقتل خمسة أفراد من عائلة واحدة، من بينهم امرأة وأطفالها الثلاثة.
- وقالت سرايا القدس إن قصفها بالهاون استهدف تجمعاً لقوات الاحتلال ومركباتها المتقدمة جنوب شرق خانيونس.
- وقال جيش الاحتلال الإسرائيلي إن سلاح الجو الإسرائيلي ضرب عشرات الأهداف في غزة، بما في ذلك المسلحين والبنية التحتية التي تستخدمها حماس، وقتل أحد أبرز نشطاء حماس المتورطين في إنتاج الأسلحة في هجوم بطائرة بدون طيار في الصبرة بغزة قبل يوم واحد. وأضافت أن لواء المظليين التابع لها تمكن من قتل خلية مكونة من أربعة مسلحين في اليوم السابق وتدمير عدد من العبوات الناسفة في منطقة عملياته.
- وقالت قوات الاحتلال الإسرائيلية إنها فتحت تحقيقا بعد اصطدام مركباتها بحافلة صغيرة فلسطينية في جنين.
- أفادت التقارير أن فلسطينيين تعرضوا للاعتداء من قبل مستوطنين إسرائيليين في خربة الطوبة جنوب الخليل.
- وقالت قوات الاحتلال الإسرائيلية إن ثلاثة صواريخ أطلقت من غزة سقطت في مناطق مفتوحة بالقرب من الحدود.
- وأكد جيش الاحتلال الإسرائيلي وجهاز الأمن العام (الشاباك) مقتل زعيم حركة حماس في قطاع غزة محمد السنوار، وقائد لواء رفح في كتائب القسام محمد شبانة، وقائد كتيبة جنوب خان يونس في كتائب القسام.
- وذكرت وسائل إعلام عربية أن هجوماً للمستوطنين في دير دبوان أدى إلى إصابة عدة أشخاص.
- وأعادت قوات الاحتلال الإسرائيلية إصدار التحذيرات بإخلاء رفح وخان يونس.

## يونيو

### 1 يونيو
- أعلنت وزارة الصحة في غزة أن 32 شخصا على الأقل قتلوا في هجمات إسرائيلية في جميع أنحاء غزة خلال 24 ساعة الماضية، مما زاد عدد القتلى الفلسطينيين في غزة إلى 54418.
- توفي طبيبٌ فقد تسعة من أطفالهم العشر في غارة إسرائيلية على منزلهم بسبب إصاباتٍ أصابتهم في الهجوم.
- وقالت الجيش الإسرائيلي إنها دمرت نفقاً لحماس يبلغ طولها 700 متر، وقتلت خلية من ثلاثة متشددين يتنقلون أجهزة متفجرة وعشرات المتشددين وأدمرت أكثر من 100 بنية تحتية تستخدمها الجماعات المتشددة في خان يونيس.
- ضربة طائرة إسرائيلية بدون طيار ضربت دراجة نارية في أرنون وقتل شخص واحد. قالت الجيش الإسرائيلي إنها قتلت متشدداً من وحدة مكافحة الدبابات في حزب الله.
- قتل ما لا يقل عن 31 شخصا وأصيب أكثر من 170 آخرين بما في ذلك النساء والأطفال في طريقهم إلى موقع توزيع المساعدات لمؤسسة غزة الإنسانية. أبلغ شهود أن الحادث حدث بعد إطلاق القوات الإسرائيلية النار على الحشد. نفى الجيش الإسرائيلي أنه أطلق النار على المدنيين في المنطقة أو داخل الموقع في رفح. وقال مسؤول في الجيش الإسرائيلي إن الجنود أطلقوا رصاصات تحذيرية نحو العديد من المشتبه بهم الذين يتقدمون إليهم خلال الليل.
- وقالت الجيش الإسرائيلي إن الجيش الدولي ضرب عشرات الأهداف في قطاع غزة، بما في ذلك المتشددين والهياكل المفخخمة وغيرها من المباني التي تستخدمها الجماعات المتشددة والأنفاق ومواقع القناصة ومناطق مكافحة الدبابات في اليوم الأخير، ودمر بقايا مبنى مقيد حيث قُتل جندي في مايو.
- ضرب هجوم إسرائيلي سيارة في بيت ليف مما أدى إلى إصابة شخص واحد.
- وقالت الجيش الإسرائيلي إن هجومها بدون طيار قتل قائد لواء القسام الذي قاد أكثر الهجمات دموية على الجنود منذ بداية الحرب.
- وقالت الجيش الإسرائيلي أن الدفاعات الجوية أسقطت صاروخاً باليستياً أطلقته الحوثيون نحو إسرائيل. قال الحوثيون إنهم استهدفوا مطار بن غوريون.
- أسفرت ضربة إسرائيلية لمركز الاتصالات في بني سهيلا عن إصابة مدنيين.
- أمر رئيس الجيش الإسرائيلي إيال زامير بتوسيع الهجوم البري في مناطق إضافية من غزة.
- أسفرت ضربة إسرائيلية على منطقة آمنة من منطقة المواصي، مما أسفر عن مقتل ثلاثة أشخاص بما في ذلك طفل معاق وأصيب 20 آخرين على الأقل.
- ذكرت وسائل الإعلام الفلسطينية أن إخوين فلسطينيين أمريكيين تعرضوا للهجوم من قبل المستوطنين الإسرائيليين في ضواحي المغايير، رام الله.
- ضرب ضربة إسرائيلية سيارة على طريق دبل في منطقة بنت جيبيل مما أسفر عن مقتل شخص واحد.
- قالت حماس إنها مستعدة للمفاوضات غير المباشرة لحل "نقاط الخلاف" بشأن اتفاقية وقف الهدنة وإطلاق سراح الرهائن مع إسرائيل.
- قالت الجيش الإسرائيلي إن هجومها بدون طيار قتل متشدد من وحدة صواريخ حزب الله.

### 2 يونيو
- أعلنت وزارة الصحة في غزة أن 51 شخصاً على الأقل قتلوا في هجمات إسرائيلية في مختلف أنحاء غزة، وتم انتشال جثة شخص واحد قتل في هجوم إسرائيلي سابق من بين الأنقاض خلال الـ24 ساعة الماضية، مما رفع إجمالي عدد القتلى الفلسطينيين في غزة إلى 54470.[27]
- غارة إسرائيلية على تل الهوى أدت إلى مقتل طفل.
- اعتقلت قوات الاحتلال الإسرائيلي تسعة مواطنين من بلدة دورا في الخليل.
- توفي طفل متأثراً بجراحه التي أصيب بها في غارة إسرائيلية أصابت منزلاً في دير البلح وأدت إلى مقتل أقاربه الآخرين.
- أصابت غارة إسرائيلية منطقة [[المواصي المواصي الإنسانية الآمنة التي حددتها إسرائيل، مما أسفر عن مقتل أربعة أشخاص وإصابة العشرات.
- وأعلنت سرايا القدس أنها قصفت قوات الاحتلال الإسرائيلي بالقرب من منطقة شرطة الجمارك جنوب شرق خانيونس بالتعاون مع كتائب شهداء الأقصى.[28]
- أعلن الجيش الإسرائيلي إنه وسع نطاق هجومه البري في غزة خلال اليوم الماضي، وزعم أنه قتل مسلحين، ودمر العديد من مستودعات الأسلحة والبنية التحتية للمسلحين، فوق الأرض وتحتها. وقالت أيضًا إن سلاح الجو ضرب عشرات الأهداف في مختلف أنحاء غزة في اليوم الماضي، بما في ذلك خلايا مسلحة، ومبانٍ تستخدمها الجماعات المسلحة، وأنفاق، ومستودعات أسلحة، وغيرها من البنية التحتية.[29]

### 3 يونيو
- وقال الجيش الإسرائيلي انه أحبط محاولة تهريب أسلحة من مصر إلى إسرائيل بواسطة الطائرات المسيرة.[30]
- وقال الجيش الإسرائيلي إنه أسقط صاروخًا باليستيًا أطلقه الحوثيون تجاه إسرائيل، الذين قالوا إنهم أطلقوا صاروخًا باليستيًا أسرع من الصوت باتجاه مطار بن غوريون،[31] وأعلن الحوثيين استهداف المطار بصاروخ باليستي فرط صوتي نوع "فلسطين 2".[32]
- صرح الجيش الإسرائيلي أن صاروخين أطلقا من جنوب سوريا باتجاه مرتفعات الجولان المحتلة وأن هذين الصاروخين أصابا مناطق مفتوحة. ورد بقصف مصدر الإطلاق.[33] وقالت كتائب الشهيد محمد الضيف إنها أطلقت الصواريخ.[34] وقال الجيش الإسرائيلي لاحقًا إنه نفذ موجة من الغارات الجوية في جميع أنحاء جنوب سوريا مستهدفًا أسلحة مملوكة للحكومة السورية الانتقالية.[35][36] وقالت الحكومة السورية الانتقالية عدم تثبتها من صحة الأنباء المتعلقة عن القصف باتجاه الجانب الإسرائيلي ووجود "أطراف عديدة قد تسعى دزعزعة الاستقرار في المنطقة لتحقيق مصالحها الخاصة" وقالت إن الهجوم في محافظة درعا تسبب في "خسائر بشرية ومادية كبيرة" و"انتهاكاً صارخاً للسيادة السورية، يزيد من حالة التوتر في المنطقة".[37]
- وقال أسطول الحرية لغزة أن طائرة مسيّرة حلقت فوق السفينة المتجهة إلى قطاع غزة بالمساء.[38]

### 4 يونيو
- استشهد 7 فلسطينيون وجرح آخرين جراء قصف إسرائيلي استهدف خيمة تؤوي نازحين داخل ميناء الصيادين غربي مدينة غزة.[ا][39]
- أعلن الجيش الإسرائيلي مقتل جندي احتياطي من الكتيبة 6646 التابعة للواء 646 الاحتياطي للمظليين في اشتباك شمال غزة قبل يوم واحد. كما أفاد بأن جندي احتياطي آخر من الكتيبة أصيب بجروح بالغة في الحادث نفسه.[40]
- وقال الجيش الاسرائيلي أن حماس ألقت عبوة ناسفة بواسطة طائرة بدون طيار على قوات تعمل في جباليا قبل يوم واحد، مما أدى لإصابة جنديين من وحدة الهندسة القتالية ياهالوم بجروح متوسطة وإصابة ضابط من جهاز الأمن العام (الشاباك) بجروح طفيفة.[41]

### 5 يونيو
- أعلنت وزارة الصحة في غزة أن 70 شخصاً على الأقل استشهدوا في غارات ومجازر إسرائيلية في مختلف أنحاء غزة خلال الـ24 ساعة الماضية، مما رفع إجمالي عدد القتلى الفلسطينيين في غزة إلى 54,677.[42]
- أعلن الجيش الإسرائيلي وجهاز الأمن العام (الشاباك) والعثور على جثتي الرهينتين غادي حجاي وجوديه وينشتاين في غزة.[43]
- أعلنت وزارة الصحة اللبنانية إصابة شخص جراء ضربة من مسيرة إسرائيلية لسيارة بالقرب من مبنى المدرسة الرسمية في بلدة برج قلاويه في جنوب لبنان.[44]
- استشهد ثلاثة صحفيين فلسطينيين[ب] وأصيب آخرون بجراح متفاوتة في غارة إسرائيلية استهدفت ساحة المستشفى الأهلي العربي “المعمداني” بمدينة غزة.[45] وإدعى الجيش الإسرائيلي أنه استهدف مسلحًا من حركة الجهاد الإسلامي يعمل في مركز القيادة والسيطرة في المستشفى.[46]
- وأكد رئيس الوزراء الإسرائيلي بنيامين نتنياهو أن حكومته قامت بتسليح العشائر في غزة المعارضة لحماس بما في ذلك العشائر التي يقودها ياسر أبو شباب.[47][48]
- وأصدر الجيش الإسرائيلي أوامر إخلاء لأربعة مبانٍ ومناطق مجاورة في الضاحية الجنوبية لبيروت، زاعمًا أنه سيستهدف "البنية التحتية تحت الأرض" لحزب الله،[49][50] وفي وقت لاحق، استهدفت غارات إسرائيلية مباني سكنيةً في مناطق الحدث وحارة حريك وبرج البراجنة في الضاحية.[51]
- أصدر الجيش الإسرائيلي أوامر إخلاء لمنطقتين في عين قانا، بحجة وجود منشآت تابعة لحزب الله في المنطقة. وأفادت تقارير لاحقًا بوقوع هجوم بطائرة بدون طيار هناك.[52]
- وأعلن الجيش الإسرائيلي أنه أسقط صاروخا باليستيًا أطلقه الحوثيون تجاه إسرائيل،[53] وأعلن الحوثيون أنهم استهدفوا مطار بن غوريون بصاروخ باليستي فرط صوتي من نوع "فلسطين 2".[54]

### 6 يونيو
- وذكرت قناة الجزيرة أن غارة إسرائيلية ضربت شمال غرب خانيونس، مما أدى إلى مقتل طفل.[55]
- أمرت قوات الاحتلال الإسرائيلية بعض السكان بإخلاء شمال غزة.[56]
- وقالت قوات الاحتلال الإسرائيلية إن الحركة نحو مواقع مؤسسة غزة الإنسانية مسموح بها فقط بين الساعة السادسة صباحاً والسادسة مساءً يومياً.[57]
- قال جيش الاحتلال الإسرائيلي إن أربعة جنود قتلوا وأصيب خمسة آخرون بينهم واحد في حالة حرجة في انفجار في مبنى في خان يونس، مما رفع حصيلة قتلى جيش الاحتلال الإسرائيلي في غزة إلى 429. وبحسب تحقيق أولي أجراه جيش الاحتلال الإسرائيلي، دخل الجنود إلى مبنى مفخخ لتطهيره من البنية التحتية المحتملة للمسلحين، وتسبب الانفجار في انهيار المبنى على الجنود.[58][59][60]
- وقالت كتائب القسام إنها بالاشتراك مع سرايا القدس قصفت قوات إسرائيلية جنوب خانيونس.[61]
- وذكرت وكالة فرانس برس أن غارة إسرائيلية ضربت جباليا، مما أسفر عن مقتل 11 شخصا.[62]

### 7 يونيو
- أعلنت وزارة الصحة في غزة أن 95 شخصاً على الأقل قتلوا في هجمات إسرائيلية في مختلف أنحاء غزة خلال الـ48 ساعة الماضية، مما رفع إجمالي عدد القتلى الفلسطينيين في غزة إلى 54772 شخصاً.[63]
- وقال جيش الاحتلال إن جنديا من قوات الاحتياط في اللواء 646 مظلي أصيب بجروح متوسطة جراء قذيفة أطلقها مسلحون في الشجاعية. وأصدرت أوامر إخلاء لمنطقة صغيرة في مدينة غزة بعد الهجوم، والتي كانت مشمولة بالفعل في أمر إخلاء سابق.[64]
- تم العثور على جثة الرهينة التايلاندي ناتابونج بينتا من قبل إسرائيل.[65]
- وذكرت وسائل إعلام فلسطينية أن غارة إسرائيلية أصابت مخيماً في خان يونس، مما أسفر عن مقتل 12 شخصاً وإصابة ما يقرب من 40 آخرين.[66]
- أصابت غارة إسرائيلية مبنى في حي الصبرة بغزة، مما أدى إلى مقتل 16 شخصًا على الأقل من بينهم أطفال ونساء، وإصابة 50 آخرين على الأقل، وحبس ما يقرب من 85 شخصًا تحت الأنقاض.[67][68][69] وقد قُتل في هذه الغارة أسعد أبو شريعة، قائد كتائب المجاهدين، الذي اتهمته قوات الاحتلال الإسرائيلية بالمشاركة في هجمات السابع من أكتوبر.[65][70]
- وذكرت وكالة اسوشيتد برس أن غارة إسرائيلية أصابت شقة في شمال غزة، مما أسفر عن مقتل سبعة أشخاص من بينهم خمسة أطفال وامرأة.[65]
- وذكرت وكالة أسوشيتد برس أن ستة أشخاص على الأقل قتلوا أثناء توجههم للحصول على مساعدات غذائية. وقالت قوات الاحتلال الإسرائيلية إنه على الرغم من التحذيرات السابقة بأن المنطقة هي منطقة قتال نشطة بين الساعة السادسة مساء والسادسة صباحا، حاول عدد من المشتبه بهم الاقتراب من قواتها العاملة في منطقة تل السلطان طوال الليل "بطريقة تشكل تهديدا للقوات". وقال الجيش أيضا إن قواته طلبت منهم الابتعاد، لكن مع تقدمهم أطلقت طلقات تحذيرية. وأضافت أنها على علم بالتقارير التي تفيد بسقوط ضحايا. وقال مسؤول في جيش الاحتلال الإسرائيلي لم يذكر اسمه إن طلقات تحذيرية أطلقت على مسافة كيلومتر واحد تقريبا من موقع توزيع المساعدات التابع لمؤسسة غزة الإنسانية.[65]
- أمرت قوات الاحتلال الإسرائيلية السكان بإخلاء حي عبد الرحمن في مدينة غزة وحي النهضة في مخيم جباليا للاجئين.[71][72]
- وقالت قوات الاحتلال الإسرائيلية وجهاز الأمن الداخلي (شين بيت) والشرطة الإسرائيلية إنها اعتقلت مشتبهاً به من شبكة بارزة في برقين وأحبطت هجوماً وشيكاً.[73]
- وقالت سرايا القدس إنها استهدفت قوات ومركبات إسرائيلية في منطقة شمال شرق خانيونس وفي منطقة تل الزعتر بمخيم جباليا للاجئين.[74]

### 8 يونيو
- أعلنت وزارة الصحة في غزة أن 108 أشخاص على الأقل قتلوا في هجمات إسرائيلية في مختلف أنحاء غزة خلال الـ24 ساعة الماضية، مما رفع إجمالي عدد القتلى الفلسطينيين في غزة إلى 54880.[75]
- وذكرت قناة الجزيرة أن غارة إسرائيلية أصابت خياما في منطقة المواصي بخان يونس، ما أدى إلى مقتل خمسة أشخاص بينهم فتاتان.[76]
- وذكرت قناة الجزيرة أن غارة إسرائيلية استهدفت حي العطاطرة في بيت لاهيا، ما أدى إلى إصابة رجل مسن وفتاة.[77]
- وقال المرصد السوري لحقوق الإنسان إن قصفاً إسرائيلياً استهدف سيارة في بيت جن، ما أدى إلى مقتل شخص وإصابة اثنين آخرين. وقالت قوات الاحتلال الإسرائيلية إنها استهدفت أحد نشطاء حماس.[78][79]
- وقالت قوات الاحتلال الإسرائيلية إنها قتلت رئيس مراكز الشرطة التابعة لحماس والذي شارك في مذبحة مهرجان نوفا للموسيقى في غارة جوية في 31 مايو/أيار، واستهدفت العشرات من مسلحي حماس في غارات جوية في خان يونس. وأضافت أنها قتلت عددا من المسلحين في مركز قيادة وضربت عشرات الأهداف الأخرى، بما في ذلك مستودعات الأسلحة والأنفاق والمسلحين في غارات جوية في اليوم الأخير.[80]
- دخل جنود الاحتياط من لواء الحشمونائيم التابع لجيش الاحتلال الإسرائيلي إلى غزة لأول مرة للمشاركة في الهجوم.[81]
- قُتل ما لا يقل عن 12 شخصًا أثناء توجههم إلى نقطتي توزيع مساعدات تابعة لمؤسسة غزة الإنسانية. وقالت قوات الاحتلال الإسرائيلية إنها أطلقت طلقات تحذيرية باتجاه أولئك الذين اقتربوا منها.[82]
- وذكرت الوكالة الوطنية للإعلام أن غارة جوية إسرائيلية استهدفت دراجة نارية على طريق الشهابية - كفردونين في محيط صور، ما أدى إلى مقتل شخص.[83]
- قال جيش الاحتلال الإسرائيلي إنه عثر على جثة زعيم حركة حماس في قطاع غزة محمد السنوار في "ممر تحت الأرض أسفل المستشفى الأوروبي " في خان يونس.[84]

### 9 يونيو
- أعلنت وزارة الصحة في غزة أن 47 شخصاً على الأقل قتلوا في هجمات إسرائيلية في مختلف أنحاء غزة خلال الـ24 ساعة الماضية، مما رفع إجمالي عدد القتلى الفلسطينيين في غزة إلى 54927.[85]
- وقالت قوات الاحتلال الإسرائيلية وجهاز الأمن العام (الشاباك) والشرطة الإسرائيلية إنها اعتقلت 35 مشتبهاً بهم من مختبر للمتفجرات دمر في طولكرم، كما صادرت أسلحة وأموالاً مرتبطة بالنشاط المسلح.[86]
- اعترضت القوات الإسرائيلية ركاب السفينة مادلين أثناء توجهها إلى قطاع غزة تحت الحصار، واحتجزت نشطاء بينهم غريتا ثونبرغ. صرحت السلطات الإسرائيلية بأن جميع الناشطين سيتم إعادتهم إلى بلدانهم الأصلية.[87][88][89]
- قال جيش الاحتلال الإسرائيلي إنه عثر على نفق بطول ميل واحد في خان يونس ودمره. وقالت أيضًا إنها دمرت مستودعًا للأسلحة وعشرات المباني التي تم تفخيخها بخمسة أطنان من المتفجرات من قبل حماس.[90]
- وقالت قوات الاحتلال الإسرائيلية إنها قتلت 15 مسلحاً في اشتباكات في خان يونس في اليوم الأخير، وضربت عشرات الأهداف الأخرى، بما في ذلك الأنفاق والمسلحين في جميع أنحاء غزة.[91]
- وذكرت وسائل إعلام لبنانية أن طائرة إسرائيلية مسيرة استهدفت سيارة في النميرية.[92]
- وذكرت وزارة الصحة في غزة والمستشفيات المحلية أن 14 شخصا قتلوا أثناء توجههم إلى مركز توزيع الأغذية التابع لمؤسسة غزة الإنسانية.[93]
- وأصدر جيش الاحتلال الإسرائيلي أوامر إخلاء لسكان شمال غزة، بما في ذلك سكان جباليا للانتقال إلى مدينة غزة.[94]
- أمرت قوات الاحتلال الإسرائيلية بإخلاء ميناء الحديدة وميناء الصليف وميناء رأس عيسى، قائلة إن الحوثيين يستخدمونها في أنشطة مسلحة.[95][96]
- وذكرت قناة الجزيرة أن غارة إسرائيلية ضربت حي التفاح، مما أدى إلى مقتل ثلاثة مسعفين وصحفي.[97]

### 10 يونيو
- وذكرت وسائل إعلام عربية أن مستوطنين أشعلوا النار في مركبة في قرية إماطين.[98]
- شنت البحرية الإسرائيلية هجمات على أراضي الحوثيين في اليمن لأول مرة، مستهدفة ميناء الحديدة.[99][100]
- وذكرت قناة الجزيرة أن غارة إسرائيلية أصابت خيمة في المواصي، مما أدى إلى مقتل ثلاثة أشخاص.[101]
- قال جيش الاحتلال الإسرائيلي إن دفاعاته الجوية أسقطت صاروخا أطلق من قطاع غزة باتجاه جنوب إسرائيل. وأصدرت لاحقًا أمر إخلاء لأربعة أحياء في شمال غزة للانتقال إلى مدينة غزة، قائلة إن الصاروخ أطلق من المنطقة.[102][103][104]
- وقالت قوات الاحتلال الإسرائيلية إنها دمرت أكثر من 1200 من البنى التحتية للمسلحين في خزاعة وخان يونس.[105]
- وذكرت التقارير أن 36 شخصا قتلوا وأصيب 207 آخرون أثناء انتظارهم المساعدات في محيط ممر نتساريم. وقالت قوات الاحتلال الإسرائيلية إنها أطلقت طلقات تحذيرية باتجاه "المشتبه بهم الذين كانوا يتقدمون في منطقة وادي غزة ويشكلون تهديدًا للقوات".[106][107][108]
- قالت قوات الاحتلال الإسرائيلية إن هجوما بطائرة بدون طيار استهدف اثنين من نشطاء حماس متنكرين في زي نساء خلال العمليات الأخيرة في شمال غزة. وقالت أيضًا إنها عثرت على منصة لإطلاق الصواريخ وأسلحة أخرى مملوكة لحماس.[109]
- وقالت قوات الاحتلال الإسرائيلية إن فلسطينيين قتلا وأصيب أربعة جنود أثناء محاولتهم انتزاع سلاح جندي في نابلس.[110]
- أعلنت أستراليا وكندا ونيوزيلندا والنرويج والمملكة المتحدة فرض عقوبات على وزير الأمن القومي الإسرائيلي اليميني المتطرف إيتمار بن جفير ووزير المالية الإسرائيلي اليميني المتطرف بيزاليل سموتريتش بتهمة "التحريض على العنف ضد الفلسطينيين في الضفة الغربية".[111][112] وردًا على ذلك، أمر سموتريتش بإلغاء الإعفاء الذي يسمح بالعلاقات المصرفية بين إسرائيل والسلطة الفلسطينية.[113][114]
- وذكرت الوكالة الوطنية للإعلام أن غارة لطائرة إسرائيلية مسيرة في محيط شبعا أدت إلى مقتل شخصين وإصابة آخر. وقالت قوات الاحتلال الإسرائيلية إنها قتلت مسلحاً من حزب الله ومسلحاً من كتائب المقاومة اللبنانية واتهمتهما بانتهاك وقف إطلاق النار.[115][116]
- وقال جيش الاحتلال الإسرائيلي إنه أسقط صاروخا باليستيا أطلقه الحوثيون تجاه إسرائيل.[117]

### 11 يونيو
- أعلنت وزارة الصحة في غزة أن 120 شخصاً على الأقل قتلوا في هجمات إسرائيلية في مختلف أنحاء غزة خلال الـ24 ساعة الماضية، مما رفع حصيلة القتلى الفلسطينيين في غزة إلى 55104.[118]
- أطلقت القوات الإسرائيلية النار في محيط مركز توزيع مساعدات بالقرب من ممر نتساريم، مما أدى إلى مقتل 25 شخصا على الأقل وإصابة أكثر من 100 آخرين. وقالت قوات الاحتلال الإسرائيلية إنها أطلقت طلقات تحذيرية باتجاه المشتبه بهم الذين اقتربوا منها و"شكلوا تهديداً".[119][120]
- قُتل شخص واعتقل ما لا يقل عن 10 آخرين بينهم شقيقان في سن المراهقة على يد قوات الاحتلال الإسرائيلي في الضفة الغربية. وقالت حركة الجهاد الإسلامي إن القتيل في طمون هو أحد قياداتها القيادية. وقالت قوات الاحتلال الإسرائيلية إنها اعتقلت أيضاً اثنين آخرين من المسلحين من شبكة محلية في عملية مشتركة مع جهاز الأمن الداخلي الإسرائيلي (شين بيت) ووحدة العمليات الخاصة التابعة للشرطة الإسرائيلية في نفس المنطقة.[121][122][123]
- وذكرت قناة الجزيرة أن غارة إسرائيلية أصابت موقعاً بالقرب من المستشفى الميداني الأردني غرب خان يونس، مما أدى إلى إصابة طبيب أردني.[124][125]
- وقالت سرايا القدس إنها خاضت "اشتباكات عنيفة" مع قوات الاحتلال الإسرائيلي في منطقة شمال خان يونس.[126]
- وزعمت كتائب القسام أنها قتلت جندياً من جيش الاحتلال الإسرائيلي في محيط عبسان الكبيرة.[127]
- وقالت قوات الاحتلال الإسرائيلية إن جنديين أصيبا بجروح متوسطة خلال اشتباك مسلح مع مسلح في خان يونس.[128]
- استهدفت طائرة مسيرة إسرائيلية سيارة في بلدة بيت ليف، ما أدى إلى مقتل شخص على الأقل وإصابة ثلاثة آخرين. وقالت قوات الاحتلال الإسرائيلية إنها قتلت أحد نشطاء قوة رضوان.[129][130][131]
- تم العثور على جثتي الرهينتين الإسرائيليين يائير يعقوب وأفيف أتزيلي من قبل جيش الاحتلال الإسرائيلي في عملية مشتركة مع جهاز الأمن العام (الشاباك).[132][133]
- وقالت قوات الاحتلال الإسرائيلية إن ضابطاً وجندياً أصيبا بجروح متوسطة بعد أن أصابت قذيفة صاروخية دبابة كانا بداخلها أثناء القتال في خان يونس.[134][135]

### 12 يونيو
- أعلنت وزارة الصحة في غزة أن 29 شخصاً على الأقل قتلوا في هجمات إسرائيلية في مختلف أنحاء غزة خلال الـ24 ساعة الماضية، مما رفع حصيلة القتلى الفلسطينيين في غزة إلى 55207.[136]
- قالت قوات الاحتلال الإسرائيلي إنها قتلت مسلحين اثنين واعتقلت 10 فلسطينيين مطلوبين خلال غارة استمرت قرابة 30 ساعة في وسط نابلس. وأضافت أنها عثرت على عدد من الأسلحة، بما في ذلك بنادق بدائية الصنع، وذخيرة، و"كمية كبيرة من المواد التحريضية".[137]
- اتهمت مؤسسة غزة الإنسانية حركة حماس بقتل ثمانية من موظفيها وإصابة آخرين في هجوم على حافلة أثناء توجهها إلى نقطة توزيع مساعدات غذائية غرب خان يونس. ومع ذلك، نفت الحركة الدولية للصليب الأحمر والهلال الأحمر ادعاء منظمة الهلال الأحمر العالمي بأن الصليب الأحمر كان متورطًا في إجلاء موظفيه القتلى والجرحى.[138][139] وزعمت وحدة تابعة لقوة شرطة حماس أنها قتلت 12 عضوًا من قوات الشعب المدعومة من إسرائيل.[140]
- وقالت قوات الاحتلال الإسرائيلية إنها اعتقلت أشخاصاً يشتبه في انتمائهم لحركة حماس من بيت جن.[141]
- وقالت قوات الاحتلال الإسرائيلية إنها قتلت خلية من مسلحي حماس والتي أصابت جنديين في هجوم بقذيفة آر بي جي في خان يونس قبل يوم واحد، كما قتلت عددا من المسلحين الذين كانوا ينقلون الأسلحة في غارة بطائرة بدون طيار.[142]
- حكمت محكمة أمريكية على المحلل في وكالة المخابرات المركزية الأمريكية آصف ويليام رحمن بالسجن لمدة ثلاث سنوات بتهمة تسريب وثائق سرية حول خطط إسرائيلية لشن هجوم على إيران.[143]
- أصدر جيش الاحتلال الإسرائيلي وثائق يزعم أن حماس أعدتها، قائلاً إنها تثبت أن حماس حافظت على سياسة مصادرة ما بين 15% إلى 25% من المساعدات.[144]
- وقالت قوات الاحتلال الإسرائيلية إنها استهدفت مسلحين من حماس يعملون في مصنع لتصنيع الأسلحة في مخيم الشاطئ للاجئين.[145]
- وقالت قوات الاحتلال الإسرائيلية إنها "حيدت" مسلحاً فلسطينياً أطلق النار على قواتها في محيط هرميش.[146]
- وذكرت وسائل إعلام فلسطينية أن النيران الإسرائيلية قتلت نحو 32 شخصا أثناء اقترابهم من موقع مساعدات لمؤسسة غزة الإنسانية. وقالت قوات الاحتلال الإسرائيلية إنها أطلقت "طلقات تحذيرية" باتجاه حشد من سكان غزة اقتربوا منها و"شكلوا تهديداً".[147]
- وأصدر جيش الاحتلال الإسرائيلي أوامر إخلاء جديدة لجنوب غزة للانتقال غربًا وقام بتوسيع المنطقة المحظورة بشكل طفيف، قائلاً إنه يعمل في هذه المناطق لتفكيك قدرات المسلحين.[148]
- وذكرت وسائل إعلام لبنانية أن إسرائيل شنت غارات جوية في محيط البيسارية وتبنة جنوب صيدا.[149]
- أصابت غارة جوية إسرائيلية دراجة نارية في النبطية الفوقا، ما أدى إلى مقتل شخص. وأفادت وكالة الأنباء الوطنية اللبنانية أيضًا عن وقوع عدة غارات جوية إسرائيلية في مختلف أنحاء جنوب لبنان.[150]
- وأصدر جيش الاحتلال الإسرائيلي أوامر إخلاء لعدة أحياء في وسط غزة.[151]

### 13 يونيو
- بدأت إسرائيل شن غارات جوية على إيران، حيث وردت أنباء عن وقوع انفجارات في طهران ومدن أخرى في جميع أنحاء البلاد. قُتل العديد من المسؤولين العسكريين في الهجمات، بما في ذلك قائد الحرس الثوري الإيراني حسين سلامي ورئيس أركان القوات المسلحة محمد باقري.[152] وبدأت إيران بشن ضربات على إسرائيل ردًا على ذلك.[153]
- وقالت قوات الاحتلال الإسرائيلية إن جنديين من كتيبة الهندسة القتالية 601 أصيبا بجروح خطيرة خلال اشتباك مسلح مع مسلحين خلال القتال في شمال غزة.[154]
- جدد جيش الاحتلال الإسرائيلي أوامره بإخلاء جزء كبير من غزة.[155]
- تم إطلاق صاروخ باليستي من اليمن نحو إسرائيل.[156] وقالت قوات الاحتلال الإسرائيلية إن الصاروخ سقط في محيط سعير.[157] وأدت شظايا الصواريخ إلى إصابة خمسة فلسطينيين على الأقل من بينهم ثلاثة أطفال.[158]

### 14 يونيو
- أعلنت وزارة الصحة في غزة أن 90 شخصاً على الأقل قتلوا في هجمات إسرائيلية في مختلف أنحاء غزة خلال الـ48 ساعة الماضية، مما رفع حصيلة القتلى الفلسطينيين في غزة إلى 55297.[159]
- وقال جيش الاحتلال الإسرائيلي إنه اعترض ثلاث طائرات بدون طيار أطلقت على ما يبدو من اليمن.[160]
- وقالت قوات الاحتلال الإسرائيلية إن صاروخين أطلقا من غزة سقطا في مناطق مفتوحة بالقرب من السياج الحدودي.[161]
- وأصدر جيش الاحتلال الإسرائيلي أوامر إخلاء لخان يونس وعبسان الكبيرة وبني سهيلة للانتقال غربًا إلى منطقة إنسانية، قائلاً إنه سيعمل بقوة ضد المنظمات المسلحة في المنطقة.[162]
- وقالت قوات الاحتلال الإسرائيلية إن صاروخين أطلقا من جنوب غزة باتجاه جنوب إسرائيل سقطا في مناطق مفتوحة.[163]
- وأفاد مسؤولون صحيون في غزة أن الغارات الإسرائيلية ضربت خان يونس، مما أسفر عن مقتل 16 شخصًا على الأقل من بينهم خمس نساء.[164]
- وقالت مستشفيات محلية إن نيران الاحتلال قتلت 15 شخصا على الأقل بالقرب من نقطة توزيع مساعدات تابعة لمؤسسة غزة الإنسانية في محيط ممر نتساريم. وقالت قوات الاحتلال الإسرائيلية إنها أطلقت النار على أحد الأفراد بعد أن تقدم نحو قواتها وتجاهل طلقات تحذيرية أطلقت في محيط مجموعة من الأشخاص.[162]
- وقال جيش الاحتلال الإسرائيلي إن اجتماعا لقيادة الحوثيين في اليمن يضم قائد قوات الحوثيين محمد عبد الكريم الغماري تم استهدافه في ضربة في اليمن.[165][166]

### 15 يونيو
- أعلنت وزارة الصحة في غزة أن ما لا يقل عن 65 جثة لأشخاص قتلوا في الهجمات الإسرائيلية وصلت إلى المستشفيات في مختلف أنحاء غزة خلال الـ24 ساعة الماضية، مما رفع إجمالي عدد القتلى الفلسطينيين في غزة إلى 55362.[167]
- قال جيش الاحتلال الإسرائيلي إن قائدا من لواء كفير قُتل خلال اشتباك جنوب قطاع غزة. وأصيب جندي آخر بجروح طفيفة في نفس الحادث.[168][169]
- وذكرت الجزيرة أن مستوطنين أشعلوا النار في أراضي بلدة حوارة قبل أن يفتحوا النار على عناصر الدفاع المدني الذين اقتربوا لإخماد الحريق، فيما قال رئيس قرية خربة إبزيق شمال شرق طوباس إن مستوطنين سرقوا صهريج مياه في المنطقة فجرا. قامت قوات الاحتلال الإسرائيلي بتركيب بوابة حديدية على مدخل بلدة حزما، شمال شرق القدس الشرقية، لتقييد حركة الفلسطينيين في المنطقة.[170]
- وقال مسعفون إن غارة إسرائيلية أصابت منزلاً في مخيم النصيرات للاجئين، مما أدى إلى مقتل 11 شخصاً.[171]
- وقالت قوات الاحتلال الإسرائيلية إن صاروخا أطلق من جنوب غزة سقط في منطقة مفتوحة في جنوب إسرائيل.[172]